# NGC 7807
NGC 7807 (również PGC 33) – galaktyka spiralna z poprzeczką (SBab), znajdująca się w gwiazdozbiorze Wieloryba. Odkrył ją Ormond Stone w 1886 roku.